# Gangcheng
Gangcheng léase Kang-Cheng (en chino, 钢城区; pinyin, Gāngchéng qū; literalmente, ‘ciudad de acero’) es un distrito urbano bajo la administración directa de la Subprovincia de Jinan en la provincia de Shandong, República Popular China. Su área es de 506 km² y su población total para 2019 superó los 300 mil habitantes.
En enero de 2019, el gobierno provincial de Shandong anunció que la ciudad-prefectura de Laiwu fue absorbida por Jinan y parte de su territorio sería ahora parte el distrito de Gangcheng.

## Administración
El distrito de Gangcheng  se divide en 5 pueblos que se administran en subdistritos.